# Kanton Lunéville-1
Der Kanton Lunéville-1 ist seit 2015 ein französischer Wahlkreis in den Arrondissements Lunéville und Nancy im Département Meurthe-et-Moselle in der Region Grand Est (bis 2015 Lothringen); sein Bureau centralisateur befindet sich in Lunéville.

## Geschichte
Der Kanton entstand bei der Neueinteilung der französischen Kantone im Jahr 2015. Seine Gemeinden kommen aus den Kantonen Lunéville-Nord (18 Gemeinden), Lunéville-Sud (5 Gemeinden), Saint-Nicolas-de-Port (Dombasle-sur-Meurthe) und Tomblaine (Varangéville).

## Lage
Der Kanton liegt im Süden des Départements Meurthe-et-Moselle.

## Gemeinden
Der Kanton besteht aus 26 Gemeinden und Teilgemeinden mit insgesamt 32.908 Einwohnern (Stand: 1. Januar 2022) auf einer Gesamtfläche von 219,10 km²:
| Gemeinde             | Einwohner 1. Januar 2022 | Fläche km² | Dichte Einw./km² | Code INSEE | Postleitzahl | Arrondissement |
| -------------------- | ------------------------ | ---------- | ---------------- | ---------- | ------------ | -------------- |
| Anthelupt            | 442                      | 7,82       | 57               | 54020      | 54110        | Lunéville      |
| Bauzemont            | 155                      | 6,32       | 25               | 54053      | 54370        | Lunéville      |
| Bienville-la-Petite  | 37                       | 1,83       | 20               | 54074      | 54300        | Lunéville      |
| Bonviller            | 180                      | 5,04       | 36               | 54083      | 54300        | Lunéville      |
| Courbesseaux         | 388                      | 6,32       | 61               | 54139      | 54110        | Lunéville      |
| Crévic               | 944                      | 10,69      | 88               | 54145      | 54110        | Nancy          |
| Crion                | 111                      | 8,08       | 14               | 54147      | 54300        | Lunéville      |
| Croismare            | 632                      | 15,70      | 40               | 54148      | 54300        | Lunéville      |
| Deuxville            | 388                      | 7,23       | 54               | 54155      | 54370        | Lunéville      |
| Dombasle-sur-Meurthe | 9.528                    | 11,21      | 850              | 54159      | 54110        | Nancy          |
| Drouville            | 207                      | 7,12       | 29               | 54173      | 54370        | Lunéville      |
| Einville-au-Jard     | 1.062                    | 16,98      | 63               | 54176      | 54370        | Lunéville      |
| Flainval             | 161                      | 3,61       | 45               | 54195      | 54110        | Lunéville      |
| Hénaménil            | 149                      | 14,21      | 10               | 54258      | 54370        | Lunéville      |
| Hoéville             | 206                      | 8,54       | 24               | 54262      | 54370        | Lunéville      |
| Hudiviller           | 316                      | 2,99       | 106              | 54269      | 54110        | Nancy          |
| Jolivet              | 889                      | 7,20       | 123              | 54281      | 54300        | Lunéville      |
| Lunéville            | 11.151                   | 9,31       | 1.198            | 54329      | 54300        | Lunéville      |
| Maixe                | 405                      | 9,33       | 43               | 54335      | 54370        | Lunéville      |
| Raville-sur-Sânon    | 104                      | 3,35       | 31               | 54445      | 54370        | Lunéville      |
| Serres               | 250                      | 15,55      | 16               | 54502      | 54370        | Lunéville      |
| Sionviller           | 99                       | 6,74       | 15               | 54507      | 54300        | Lunéville      |
| Sommerviller         | 1.002                    | 3,81       | 263              | 54509      | 54110        | Nancy          |
| Valhey               | 160                      | 6,23       | 26               | 54541      | 54370        | Lunéville      |
| Varangéville         | 3.555                    | 12,04      | 295              | 54549      | 54110        | Nancy          |
| Vitrimont            | 387                      | 11,85      | 33               | 54588      | 54300        | Lunéville      |
| Kanton Lunéville-1   | 32.908                   | 219,10     | 150              | 5408       | –            | –              |

1. ↑   Nur der nördliche Teil der Gemeinde, der Rest gehört zum Kanton Lunéville-2.

## Politik
Im 1. Wahlgang am 22. März 2015 zur Wahl der Vertreter des Wahlkreises im Départementrat erreichte keines der drei Wahlpaare die absolute Mehrheit. Bei der Stichwahl am 29. März 2015 gewann das Gespann Catherine Paillard/Christopher Varin (beide UMP) gegen Michel Jacquot/Lucile Perrette (beide FN) mit einem Stimmenanteil von 59,61 % (Wahlbeteiligung: 49,24 %).
Im 1. Wahlgang am 20. Juni 2021 erreichte keines der vier Wahlpaare die absolute Mehrheit. Bei der Stichwahl am 27. Juni 2021 gewann das Gespann Alexandra Hugo-Cambou/Christopher Varin (DVC bzw. LR) gegen Marie-Neige Houchard/Thibault Valois (beide DVG) mit einem Stimmenanteil von 60,07 % (Wahlbeteiligung: 29,51 %).
| Vertreter im Départementrat | Vertreter im Départementrat             | Vertreter im Départementrat |
| Amtszeit                    | Name                                    | Partei                      |
| --------------------------- | --------------------------------------- | --------------------------- |
| 2015–2021                   | Catherine Paillard Christopher Varin    | LR                          |
| 2021–                       | Alexandra Hugo-Cambou Christopher Varin | DVC LR                      |